# Hysterochelifer pauliani
Espèce
Hysterochelifer pauliani est une espèce de pseudoscorpions de la famille des Cheliferidae.

## Distribution
Cette espèce est endémique du Maroc. Elle se rencontre vers Sidi Chamarouch.

## Étymologie
Cette espèce est nommée en l'honneur de Renaud Paulian.

## Publication originale
- Vachon, 1938 : Récoltes de R. Paulian et A. Villiers dans le Haut Atlas Marocain, 1938 (deuxième note). Bulletin de la Société des Sciences Naturelles du Maroc, vol. 18, p. 205-212.